# Eugalta lunata
Eugalta lunata är en stekelart som beskrevs av Baltazar 1955. Eugalta lunata ingår i släktet Eugalta och familjen brokparasitsteklar. Utöver nominatformen finns också underarten E. l. visaya.